# 奥恩河畔穆兰
奥恩河畔穆兰（法語：Moulins-sur-Orne，法語發音：[mulɛ̃ syʁ ɔʁn] ⓘ）是法国奥恩省的一个市镇，属于阿让唐区。

## 地理
奥恩河畔穆兰（48°45'29"N, 0°4'21"W）面积9.14 平方千米，位于法国诺曼底大区奧恩省，该省份为法国西北部内陆省份，北起顺时针与卡爾瓦多斯省、厄尔省、厄尔-卢瓦省、萨尔特省、马耶讷省和芒什省接壤。
与奥恩河畔穆兰接壤的市镇（或旧市镇、城区）包括：奥卡涅、萨尔索、阿让唐、塞维尼、奥恩河畔蒙。
奥恩河畔穆兰的时区为UTC+01:00、UTC+02:00（夏令时）。

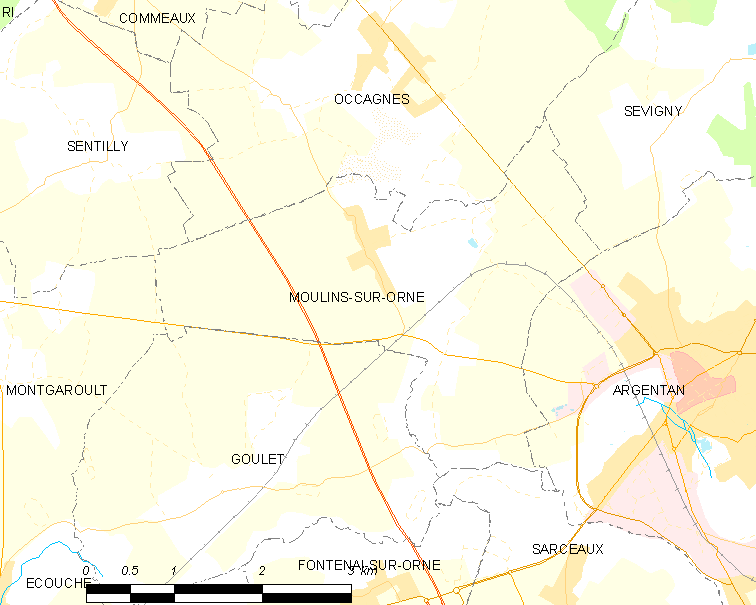
奥恩河畔穆兰的OSM定位图

## 行政
奥恩河畔穆兰的邮政编码为61200，INSEE市镇编码为61298。

## 政治
奥恩河畔穆兰所属的省级选区为阿让唐第一县。

## 人口

1962-2008年间奥恩河畔穆兰人口变化图示

奥恩河畔穆兰于2022年1月1日时的人口数量为309人。